# Rockwell-MBB X-31
Il Rockwell-Messerschmitt-Bölkow-Blohm X-31 era una caccia sperimentale frutto del programma, in collaborazione tra Stati Uniti e Germania, Enhanced Fighter Maneuverability, rivolto alla progettazione ed alla valutazione di un caccia con tecnologia a spinta vettoriale. La spinta direzionale permetteva all'X-31 di volare in una direzione diversa da quella verso la quale puntava il muso, risultando in una manovrabilità significativamente migliorata rispetto ai caccia convenzionali. Un sistema di controllo avanzato permetteva di governare l'aereo ad alti angoli d'attacco, dove aerei convenzionali avrebbero stallato.

## Storia del progetto
Vennero costruiti due X-31, di cui il primo volò l'11 ottobre 1990.
Nella metà degli anni novanta la valutazione ebbe un nuovo impulso con il programma VECTOR, da 53 milioni di dollari. Il nuovo programma nacque dall'accordo di collaborazione tra United States Navy, l'agenzia del Ministero della difesa tedesco Bundesamt für Wehrtechnik und Beschaffung, la Phantom Works della Boeing e l'europea EADS.
Come sito per le prove in volo fu scelta la Naval Air Station Patuxent River nel Maryland. Dal 2002 al 2003, l'X-31 venne provato per decolli ed atterraggi estremamente corti con avvicinamenti dapprima verso una pista virtuale a 5000 piedi di quota, per assicurare che il sistema di navigazione inerziale ed il GPS avessero l'accuratezza centimetrica necessaria per la riuscita di una simile manovra. Il programma quindi culminò nel primo atterraggio automatizzato di un aeroplano con pilota a bordo ad alto angolo d'attacco (24°) ed atterraggio corto.

## Tecnica
L'X-31 adottava una configurazione canard, ovvero superfici orizzontali mobili anteriori, gestite da un computer, senza quelle posteriori.

Beccheggio e rollio erano controllati da tre piastre agganciate all'ugello di scarico, che direzionavano il getto. Alla fine le prove in volo su di un X-31, al quale era stata smontata la deriva, misero in evidenza che il volo restava stabile anche senza questa appendice aerodinamica, grazie alla spinta vettoriale che forniva sufficiente controllo su rollio e beccheggio.

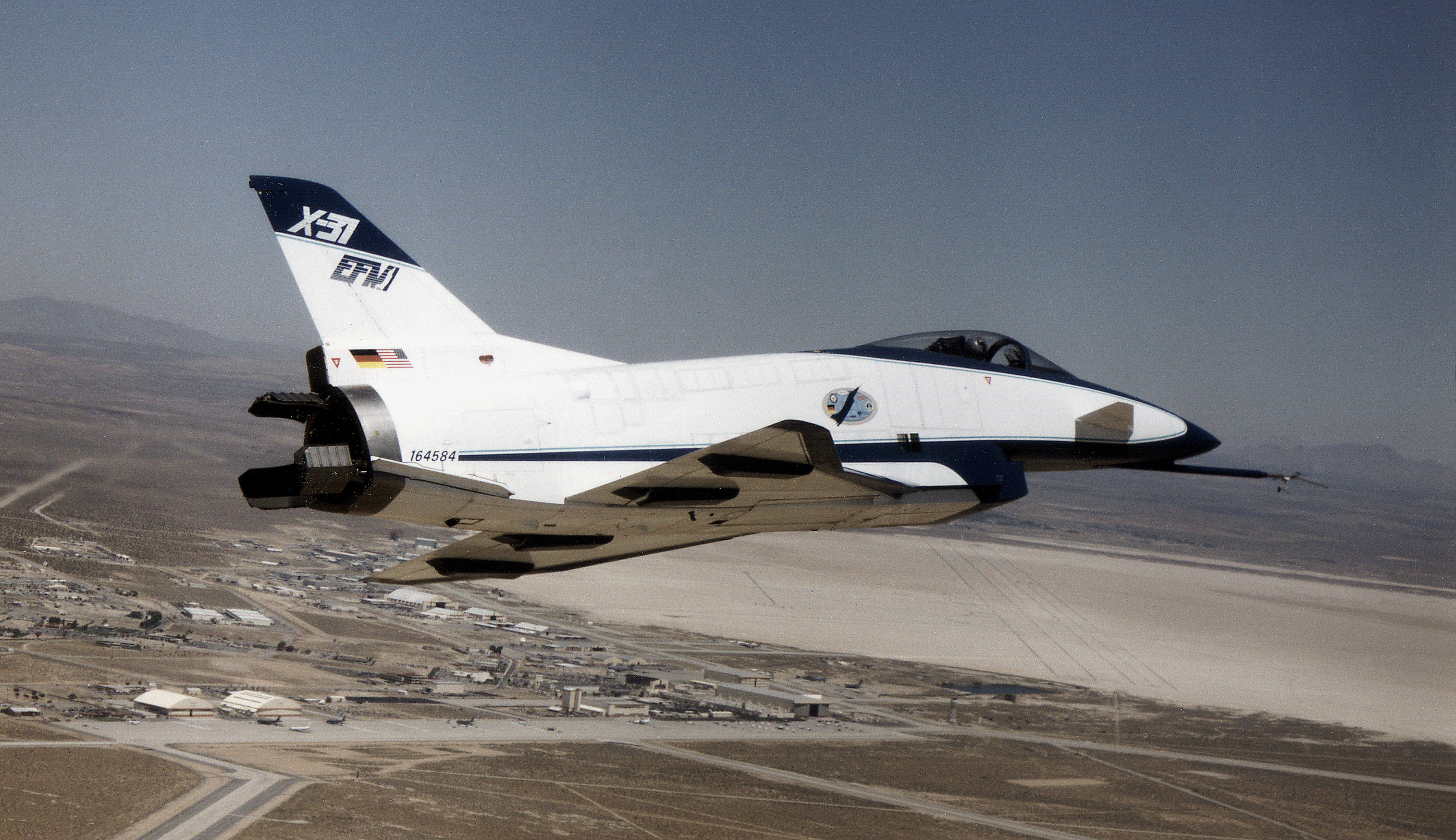
In questa immagine si notano i tre deviatori posti dopo l'ugello nell'X-31.

## Impiego operativo
Furono compiuti più di 500 voli di valutazione tra il 1990 ed il 1995.
Durante le prove di volo, l'X-31 raggiunse notevoli risultati. Il 6 novembre 1992 riuscì a volare in volo controllato a 70° di angolo d'attacco. Il 29 aprile 1993 il secondo X-31 eseguì con successo una rapida manovra di inversione di direzione usando una manovra post-stallo, volando ben al di sotto dei limiti aerodinamici di un caccia convenzionale. Questa manovra rivoluzionaria venne battezzata manovra di Herbst (o J-turn), dal nome del dottor Wolfgang Herbst, un tecnico della MBB che propose di utilizzare il volo post-stallo per il combattimento aria-aria. Herbst fu il progettista del Rockwell SNAKE, il quale formò la base di partenza dell'X-31.

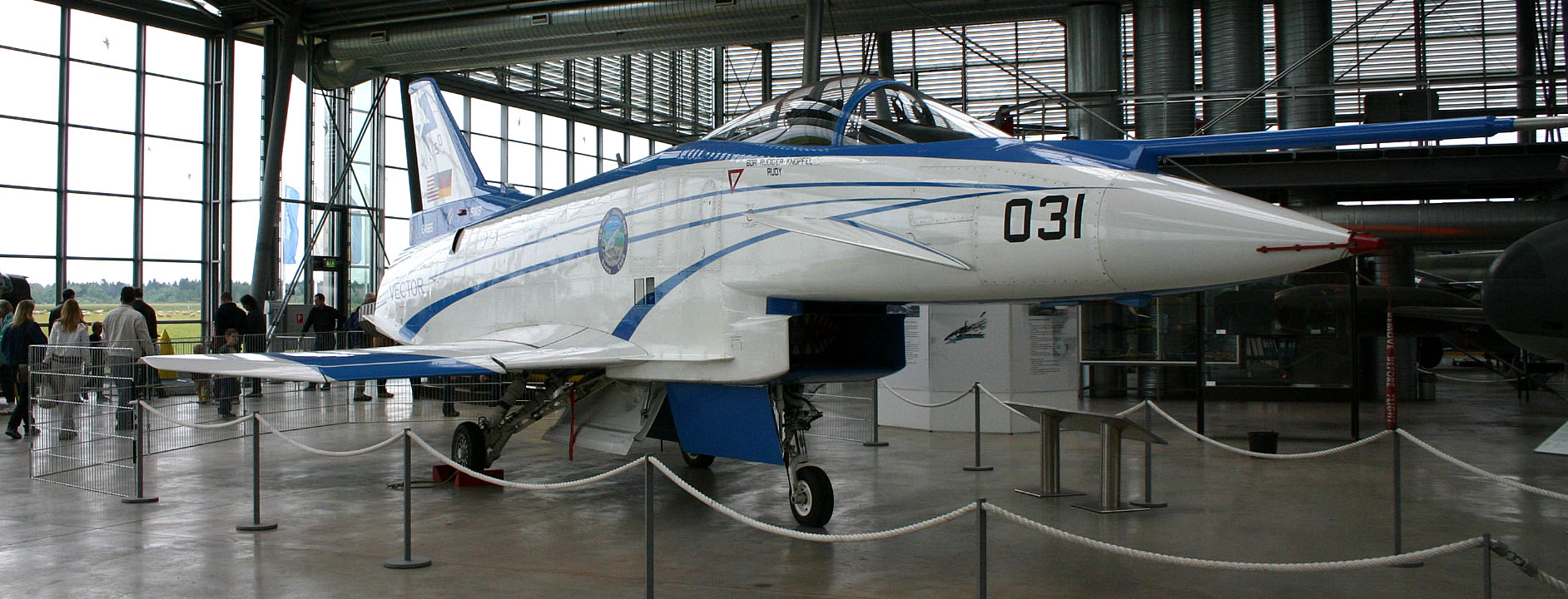
Vista frontale dell'X-31 esposto ad Oberschleißheim, in Germania.

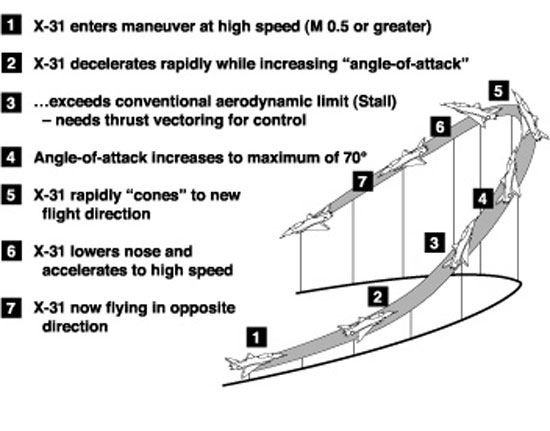
Un diagramma della manovra di Herbst.

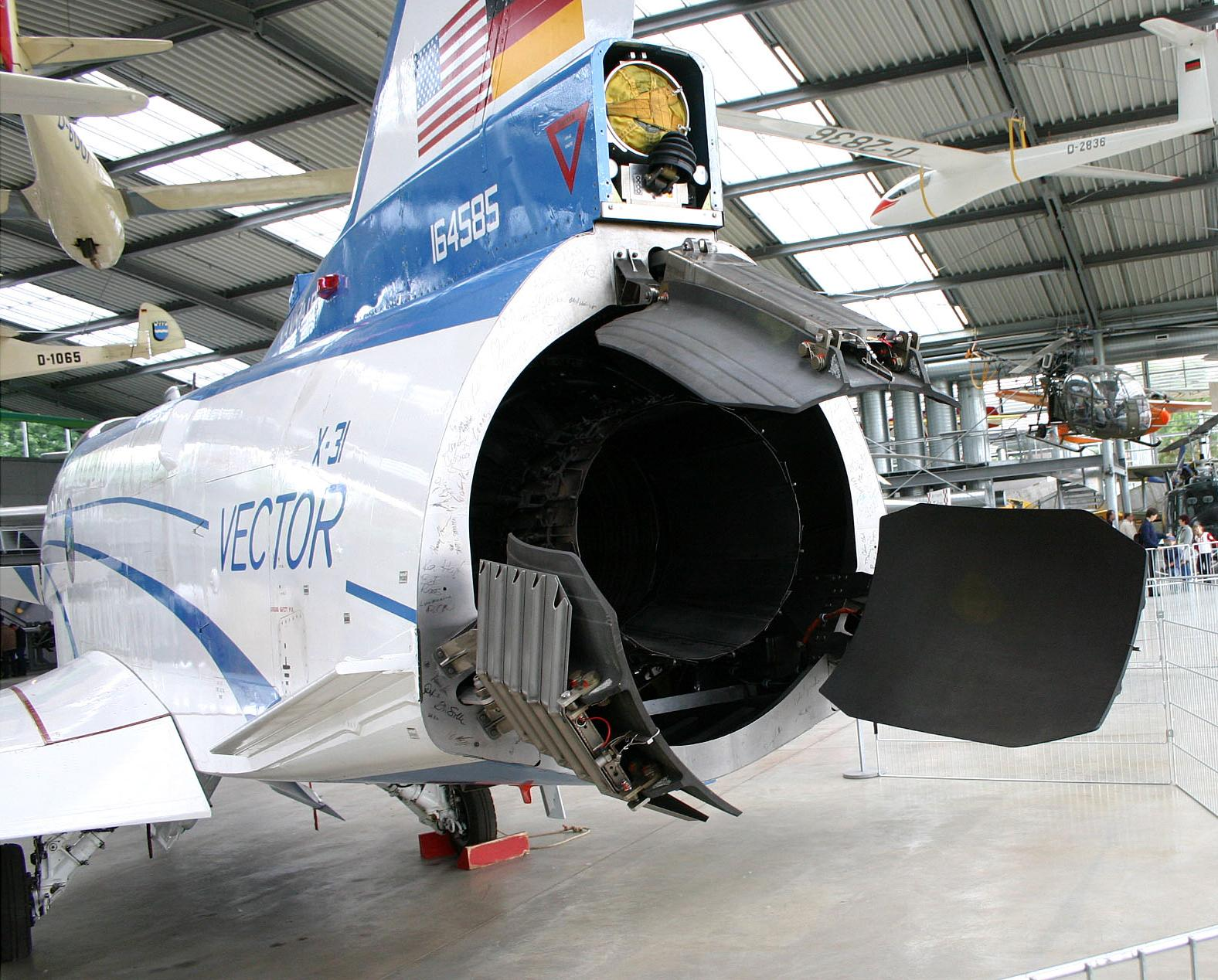
Visuale di coda dell'X-31 ad Oberschleißheim.

## Versioni
- BuNo 164584, 292 voli - Precipitato il 19 gennaio 1995 a nord della Edwards AFB, California. L'incidente fu causato da ghiaccio all'interno del tubo di Pitot, il quale inviava perciò dati della velocità di volo errati al sistema di controllo. All'incidente contribuì anche la sostituzione di un tubo di Pitot non riscaldato ed il fatto che i tecnici a terra ed il pilota ignoravano l'esistenza di un'opzione per l'esclusione del controllo automatico. Il pilota si salvò espellendosi.[4][5][6]
- BuNo 164585, 288 voli. Esposto all'Oberschleißheim museum (parte del Deutsches Museum).